# Moisés (bebé)

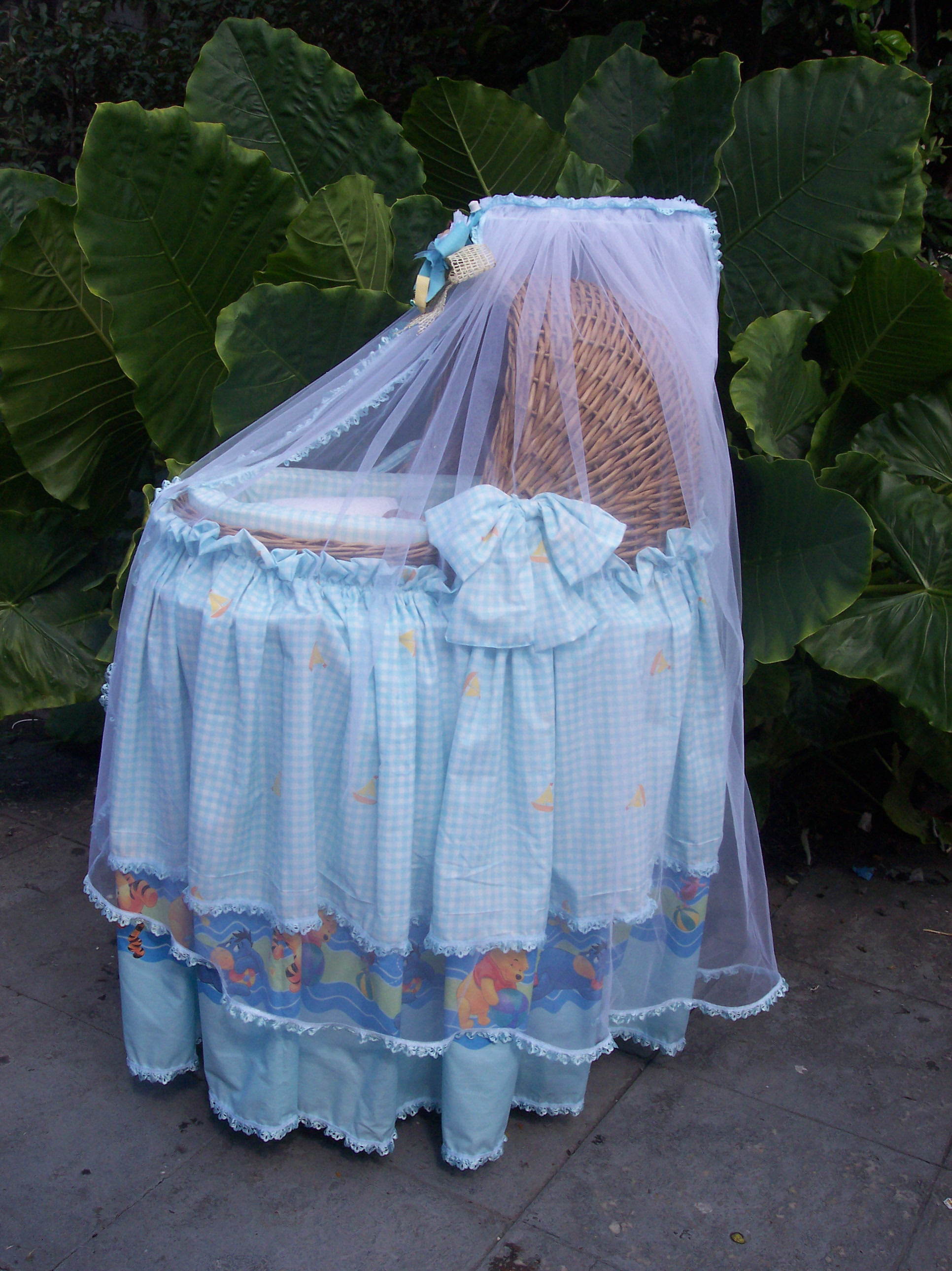
Moisés elaborado a mano de forma artesanal.

Se conoce como un moisés a un cestillo o canastilla ligera de mimbre, lona u otro material, con asas, toldillo y que sirve de cuna portátil. Acogedora para un recién nacido.
Toma el nombre de Moisés, líder religioso que se menciona en la biblia, al que cuando era un recién nacido, de tres meses, colocaron en una cesta en el río Nilo para escapar del edicto del faraón sobre los niños de los israelitas.